# Zug (miasto)
Zug (gsw. Zùùg, fr. Zoug, wł. Zugo, rm. Zug, lat. Tugium) – miasto i gmina (Politische Gemeinde) w środkowej Szwajcarii, stolica kantonu Zug. Leży nad jeziorem Zugersee, na północny wschód od Lucerny. 

## Demografia
W Zug mieszka 31 469 osób. W 2021 roku 36,1 populacji gminy stanowiły osoby urodzone poza Szwajcarią.

## Zabytki
- zamek z XIII-XVI w.
- wieże obronne z XIV-XVI w.
- kościół św. Oswalda (St. Oswald) z XV, XVI w.
- kaplica z XIV, XVII w.
- klasztor Kapucynów z XVIII w.
- ratusz z XVI w.
- mennica z XVI, XVII w.
- domy z XV-XIX w.

## Transport
Przez teren miasta przebiegają drogi główne nr 4, nr 25 i nr 381. 

## Sport
- EV Zug - klub hokejowy

## Współpraca
Miejscowości partnerskie:
- Fürstenfeld, Austria
- Kalesija, Bośnia i Hercegowina

## Galeria

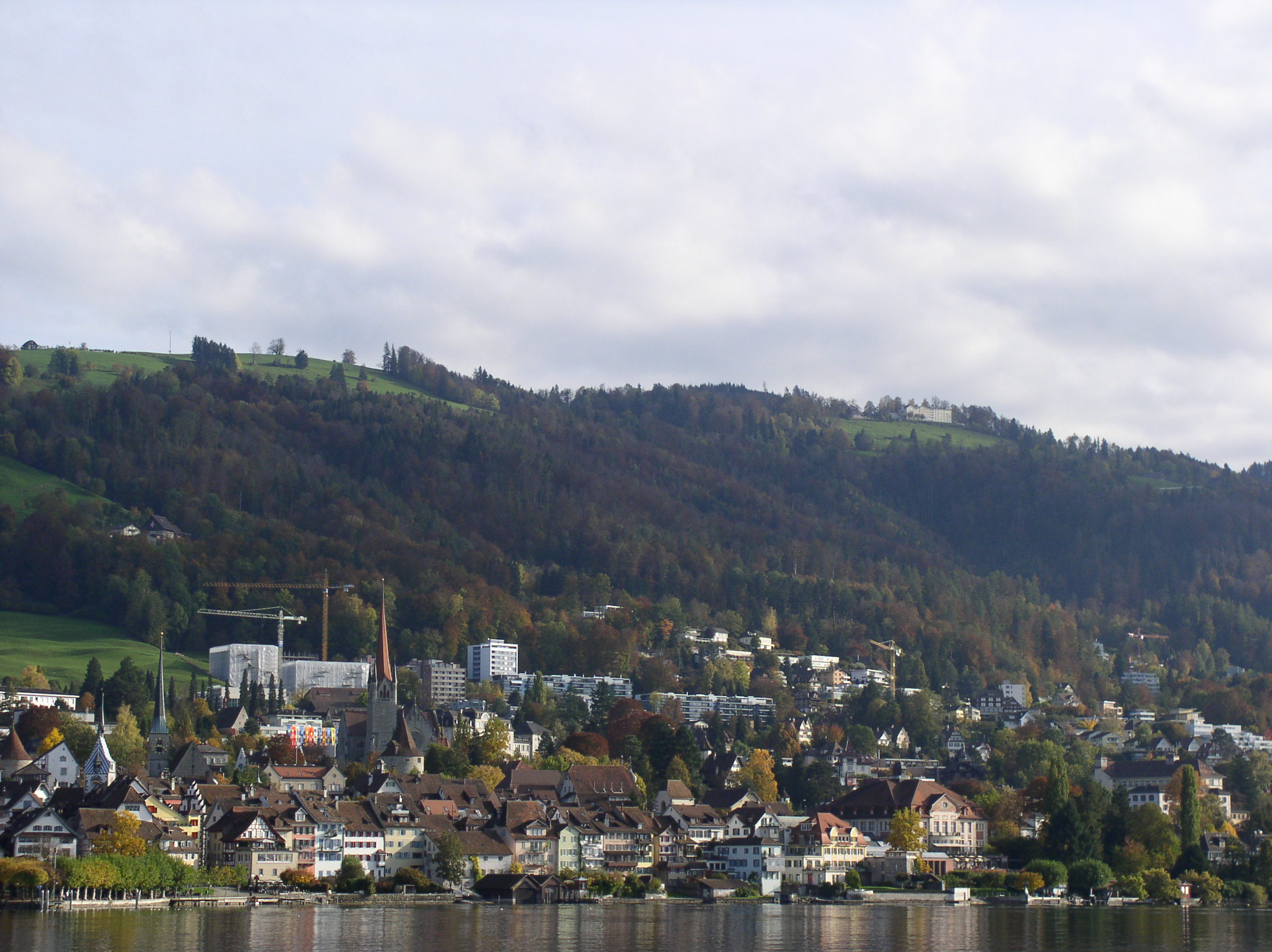
Widok na miasto
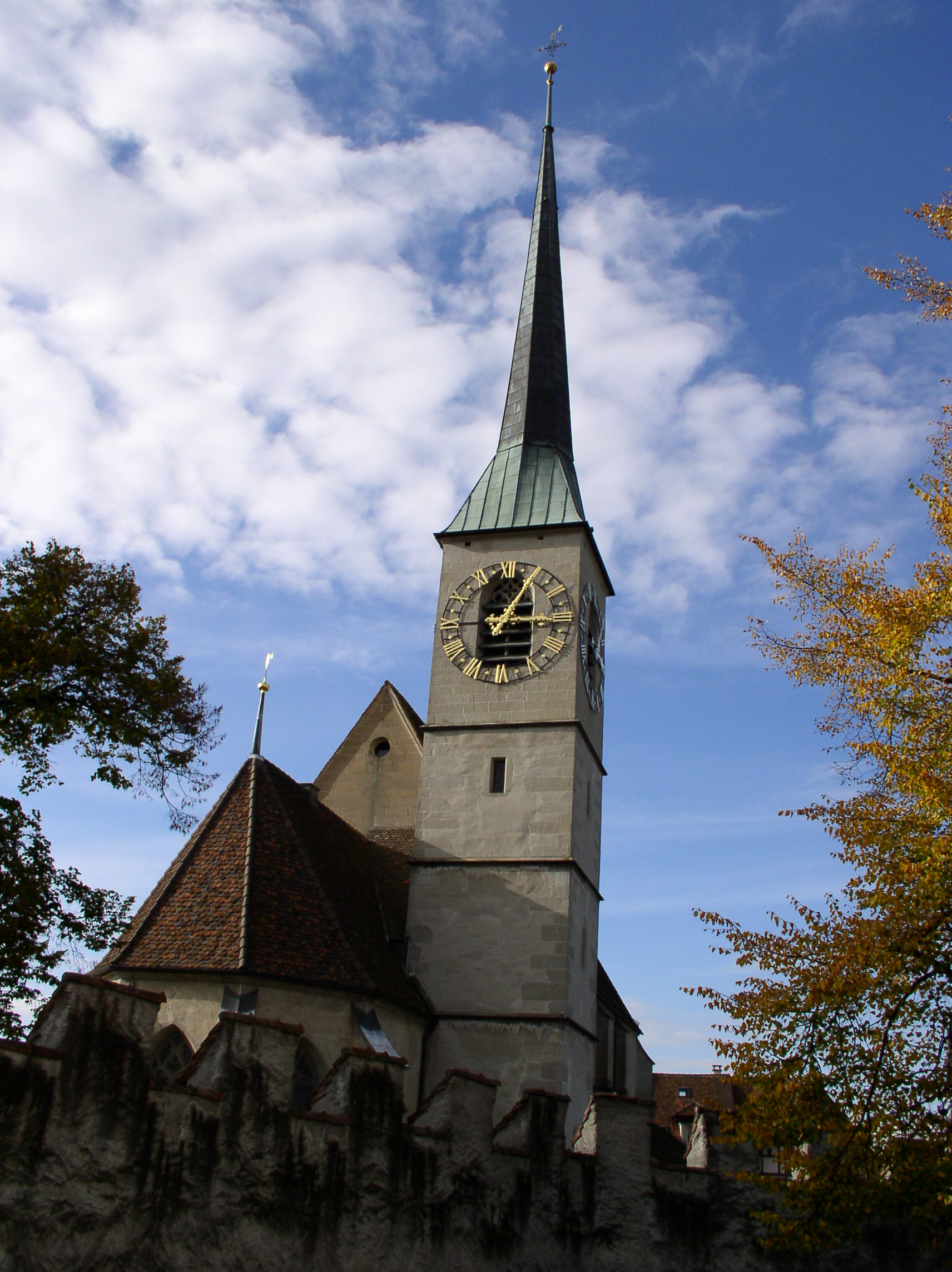
Kościół św. Oswalda (St. Oswald)